# Tepetate de Origel
Tepetate de Origel är en ort i Mexiko.   Den ligger i kommunen Pénjamo och delstaten Guanajuato, i den centrala delen av landet, 290 km väster om huvudstaden Mexico City. Tepetate de Origel ligger 1 712 meter över havet och antalet invånare är 173.
Terrängen runt Tepetate de Origel är platt västerut, men österut är den kuperad. Runt Tepetate de Origel är det ganska tätbefolkat, med 104 invånare per kvadratkilometer. Närmaste större samhälle är Pénjamo, 13,4 km nordost om Tepetate de Origel. I omgivningarna runt Tepetate de Origel växer huvudsakligen savannskog.